# Syllitus stellamontis
Syllitus stellamontis är en skalbaggsart som beskrevs av J. Linsley Gressitt 1959. Syllitus stellamontis ingår i släktet Syllitus och familjen långhorningar. Inga underarter finns listade i Catalogue of Life.